# Annelies Törös
Annelies Törös (Anversa, 6 marzo 1995) è una modella belga di origini ungherese, incoronata Miss Belgio 2015.
Il 21 dicembre 2015 ha partecipato a Miss Universo 2015 a Las Vegas in veste di rappresentante ufficiale del Belgio de Miss Universo 2015, ed è riuscita a classificarsi fra le prime quindici finaliste del concorso di bellezza.